# Asthenotricha anisobapta
Asthenotricha anisobapta là một loài bướm đêm trong họ Geometridae.